# Почесні громадяни Обухова
Список почесних громадян міста Обухів:
| № з/п | Почесний громадянин                 | Коротко про особу | Рік присвоєння |
| ----- | ----------------------------------- | --- | -------------- |
| 1     | Козак Обух                          | Козак (мужик) Обух, що у другій половині XVI століття проживав на хуторі біля річки Лукавиця і був першим його управителем. З часом цей хутір перетворився на сучасне місто Обухів. |                |
| 2     | Русан Іван Юхимович                 | Радянський військовий льотчик, Герой Радянського Союзу (присвоєно 23 лютого 1945 р.), у Радянській армії з 1939 року, брав участь у боях Німецько-радянської війни з її початку, здійснив 215 бойових вильотів. |                |
| 3     | Киянченко Микола Степанович         | Радянський військовий льотчик, Герой Радянського Союзу (присвоєно 27 червня 1945 р.), у роки Німецько-радянської війни штурман 106-го гвардійського винищувального авіаційного полку (11-та гвардійська винищувальна авіаційна дивізія, 2-га повітряна армія, 1-й Український фронт), гвардії майор. |                |
| 4     | Балутенко Валентин Васильович       | З 1965 по 1984 рр. був керівником Головного управління взуттєвої промисловості України. Був помічником командира взводу полкової розвідки 358 стрілецького полку 136 стрілецької дивізії. За участь у визволенні Обухова присвоєно звання Почесного громадянина міста. |                |
| 5     | Каплуненко Микола Федорович         | На громадських засадах працював секретарем ради ветеранів 136 Київської стрілецької дивізії та головою правління фонду соцзахисту ветеранів 136-ї стрілецької дивізії. За заслуги перед Україною, за участь у визволенні Обухова від німецько-фашистських загарбників йому присвоєно звання Почесного громадянина міста.                                                                                                  |                |
| 6     | Гусєв Максим Тихонович              | З 1942 року командир взводу розвідки, потім — начальник розвідки. З 1945 року — помічник начальника штабу по оперативно-стройовій підготовці. Після війни працював на посаді заступника військового коменданта м. Айзенберг (Німеччина), райвоєнкомом в м. Новобілокатай, начальником цивільної оборони на державному підприємстві м. Саратов. За участь у визволенні Обухова присвоєно звання Почесний громадянин міста. |                |
| 7     | Романютін Олександр Іванович        | У складі дивізії був на Калінінському, Воронезькому, 1-му Українському, 1-му і 2-му Білоруському фронтах. За участь в боях при форсуванні Дніпра і визволенні Києва удостоєний звання Героя Радянського Союзу. |                |
| 8     | Уманський Терентій Хомич            | 29 вересня 1943 року у складі 38-ї Армії Центрального фронту 240-ва стрілецька дивізія під командою полковника Уманського форсувала Дніпро в районі села Лютіж Вишгородського району Київської області, захопила і утримала плацдарм, з якого 3 листопада розпочався наступ на Київ і його звільнення. З 26 травня 1956 по 29 вересня 1958 року був начальником Київського суворовського училища.                         |                |
| 9     | Павлов Микола Микитович             | Герой Радянського Союзу, в роки радянсько-німецької війни був командиром кулеметного розрахунку 931-го стрілецького полку 240-ї стрілецької дивізії 38-ї армії Воронезького фронту, старший сержант. |                |
| 10    | Забояркін Олександр Васильович      | Герой Радянського Союзу. Воював на Воронезькому і 1-му Українському фронтах. |                |
| 11    | Уваренко Лідія Маркіянівна          | Служила в Чехословацькій танковій бригаді. За звільнення Києва була нагороджена орденом Червоної Зірки. Брала безпосередню участь в боях за Васильків, за Велику й Малу Вільшанки, Степок. У 2003 році, як учасниці визволення Києва, вручений український орден Богдана Хмельницького. |                |
| 12    | Захар'ян Вагаршак Унанович          | Визволяючи Україну від гітлерівських окупантів, пройшов нелегкий шлях від східних до західних її кордонів. Колишній замполіт 132-го окремого саперного батальйону 38-ї стрілецької дивізії. |                |
| 13    | Зохнюк Володимир Михайлович         | Оіймав посаду виконавчого директора організації роботодавців Обухівського району. | 1999           |
| 14    | Попович Володимир Степанович        | 3 1997 року — директор Обухівської школи мистецтв. |                |
| 15    | Малишко Ольга Сергіївна             | Народилася у родині старшого брата поета Андрія Малишка Сергія Самійловича. Педагог, філолог. |                |
| 16    | Ременюк Микола Андрійович           | З лютого 2008 року — радник голови правління ВАТ «Обухівський завод пористих виробів». |                |
| 17    | Домотенко Юрій Корнійович           | З 1994 року — директор Обухівського краєзнавчого музею. Написав і видав багато краєзнавчих праць. Член Національної спілки журналістів України та Національної спілки письменників України. |                |
| 18    | Превер Володимир Михайлович         | Генеральний директор ВАТ «Київський картонно-паперовий комбінат». |                |
| 19    | Коломийко Параска Гаврилівна        | Художниця. Присвоєно звання Почесного громадянина Обухова за неоціненний внесок у духовний розвиток краю. | 2000           |
| 20    | Малишко Андрій Самійлович           | Український поет, автор славнозвісної «Пісні про рушник». |                |
| 21    | Блінов Леонід Іванович              | Під час Німецько-радянської війни з червня 1943 по червень 1945 року був начальником артозброєння полку у складі 136-ї Київської стрілецької дивізії 358-го стрілецького полку. Брав участь у визволенні Лівобережної України, Києва та Західної України. |                |
| 22    | Семикіна Тетяна Георгіївна          | Заслужений майстер спорту України, бронзова призерка Олімпіади в Афінах, член збірної команди України з веслування на байдарках і каное. | 2001           |
| 23    | Зануда Олексій Петрович             | Директор АТЗТ «Обухівський молокозавод». | 2002           |
| 24    | Щербань Степан Іванович             | З 1999 по 2007 рік — голова міської ветеранської організації. | 2003           |
| 25    | Ткаченко Василь Тимофійович         | Начальник Обухівської ФЕГГ ВАТ «Київоблгаз». | 2004           |
| 26    | Семикін Сергій Іванович             | Заслужений тренер України. | 2004           |
| 27    | Лещенко Микола Костянтинович        | Директор ТОВ «АЛЕАНА». | 2005           |
| 28    | Анцупова Лідія Яківна               | З 1994 року — директор ТОВ «Омела». | 2006           |
| 29    | Пелих Наталія Іванівна              | Заслужена артистка України, лауреат Спеціальної премії фонду Бориса Гмирі. У 1995—2000 рр. — солістка Національного заслуженого академічного народного хору ім. Г. Верьовки. Від 2000 р. — солістка-вокалістка Київського муніципального академічного театру опери і балету для дітей та юнацтва. | 2006           |
| 30    | Косенко Катерина Володимирівна      | Українська фітнесістка. | 2006           |
| 31    | Штамбур Зінаїда Микитівна           | Понад 25 років очолювала терапевтичне відділення районної лікарні. | 2007           |
| 32    | Краськова Галина Гордіївна          | Працювала завідуючою відділом РАЦСу. Голова Обухівської міської організації ветеранів. | 2007           |
| 33    | Журавель Людмила Миколаївна         | У 1986 р. — була головою Обухівської міської ради. Саме за її ініціативи запроваджене відзначення Дня Обухова (з 1987 р.), відкрилися районний краєзнавчий музей та музей-садиба А. С. Малишка, збудована Свято-Михайлівська церква. | 2008           |
| 34    | Левченко Олександр Миколайович      | У 2012 році був обраний на посаду міського голови міста Обухів. | 2009           |
| 35    | Пацурина Григорій Петрович          | Виконавчий директор ПАТ «Обухівське». | 2010           |
| 36    | Рибак Володимир Васильович          | У 2012 році був обраний головою Верховної Ради України. На посаді голови Верховної Ради сприяв отриманню Обуховом статусу міста обласного значення. | 2010           |
| 37    | Омельченко Олександр Олександрович  | Починаючи з червня 2014 року — депутат Київської міської ради. Сприяв отриманню Обуховом статусу міста обласного значення. | 2010           |
| 38    | Мироненко Микола Григорович         | Голова наглядової ради ВАТ Завод «Цегла Трипілля». | 2011           |
| 39    | Мельник Володимир Олександрович     | На виборах 1998, 2002 та 2006 років обирався обухівським міським головою. | 2012           |
| 40    | Паєнко Олена Василівна              | Директор виробничо-будівельної фірми «Інбуд». | 2013           |
| 41    | Кравець Леонід Іванович             | Очолює первинну ветеранську організацію працівників держустанов. | 2013           |
| 42    | Чаплінський Володимир Володимирович | Працював на Київському картонно-паперовому комбінаті. Боєць Небесної сотні. Герой України. Загинув 20 лютого 2014, коли на Інститутській снайпери холоднокровно розстрілювали беззбройних майданівців під час Революції гідності. | 2014           |
| 43    | Бородавко Георгій Арсентійович      | Визволитель Обухова в листопаді 1943 року. З 1948 року — в Обухові, займає різні керівні посади. Як творча натура, з 1961 року реалізував себе у художній майстерні. | 2014           |
| 44    | Бакка Олексій Вікторович            | Підприємець. Був активним учасником Революції гідності. Під час проведення АТО служив у другому батальйоні оперативного призначення НГУ «Донбас». Загинув 29 серпня 2014 року під Іловайськом Донецької області. | 2015           |
| 45    | Рачинський Олександр Григорович     | Капітан, заступник командира роти вогневої підтримки 25-го окремого мотопіхотного батальйону. Загинув під час проведення АТО 17.11.2014 року в місті Дебальцеве. | 2015           |
| 46    | Єфіменко В'ячеслав Вікторович       | Боєць 25-го окремого мотопіхотного батальйону територіальної оборони «Київська Русь». Загинув 28 січня 2015 року в місті Дебальцеве Донецької області під час виконання АТО. | 2015           |
| 47    | Тимко Олег Миколайович              | Стрілець 11-го окремого мотопіхотного батальйону. Загинув 7 квітня 2015 року в селі Опитне Ясинуватського району Донецької області. | 2015           |
| 48    | Литвиненко Павло Леонідович         | Служив головним сержантом в роті глибинної розвідки, 2-й взвод, 1-ше відділення, Донецька область. Помер від поранень 17 березня 2016 року поблизу селища Гнутове (22 км від центра Маріуполя), Донецької області. | 2016           |
| 49    | Сергеєв Володимир Ігорович          | Перебував на службі 81-ї окремої аеромобільної бригади. Загинув 6 липня 2016 року в результаті попадання ворожої 120-ти мм міни по бліндажу захисників в промзоні міста Авдіївки Донецької області. | 2016           |
| 50    | Геля Віктор Михейович               | Директор обухівського УВП «УТОС». | 2016           |
| 51    | Калита Микола Мусійович             | Керівник ТОВ «Обухівський водоканал». | 2016           |
| 52    | Кияниця Роман Вікторович            | З 1999 року навчався в Обухівській ЗОШ № 3, де успішно закінчив 9 класів. Загинув 4 березня 2017 року під час ворожих обстрілів поблизу Авдіївки. | 2017           |
| 53    | Устіч Віктор Сергійович             | Директор КП «Обухіврайтепломережа». | 2017           |